# David Di Tommaso
David Di Tommaso (Échirolles, Francia, 6 de octubre de 1979 - De Meern, Países Bajos, 29 de noviembre de 2005), fue un futbolista francés, se desempeñaba como defensa.

## Fallecimiento
Di Tommaso falleció de una parada cardiorrespiratoria cuando tenía 26 años, en la ciudad de De Meern. Dejó esposa y un hijo.
Tras su muerte, su dorsal 4 fue retirado del FC Utrecht, también su antiguo club, el CS Sedan, anunció la retirada de su dorsal 29. Los aficionados del conjunto neerlandés hicieron una concentración, poco después, para su homenaje.

## Clubes
| Club    | País         | Año         | Partidos | Goles |
| Mónaco  | Mónaco       | 1998 - 2000 | 14       | 0     |
| Sedan   | Francia      | 2000 - 2004 | 77       | 2     |
| Utrecht | Países Bajos | 2004 - 2005 | 44       | 1     |

- Datos: Q708715